# Подосиновик окрашенноногий
Подоси́новик окрашенноно́гий (лат. Hárrya chrómapes) — съедобный гриб из рода Harrya семейства Болетовые.
Синонимы:
- Boletus chromapes Frost, 1874basionym
- Ceriomyces chromapes (Frost) Murrill, 1909
- Krombholzia chromapes (Frost) Singer, 1942
- Leccinum chromapes (Frost) Singer, 1947
- Tylopilus chromapes (Frost) A.H.Sm. & Thiers, 1968

## Описание
Шляпка розоватая, выпуклой или уплощенной формы, с сухой и гладкой поверхностью. Трубочки розоватые, высотой 14 мм с порами угловатой формы, с возрастом принимающими бронзово-розоватый оттенок. Ножка гладкая, цилиндрическая, с чешуйчатой поверхностью, у верхушки беловато-розоватая, у основания охристо-жёлтая. Мякоть белая, плотная, в основании ножки охристо-жёлтая. Споровый порошок розовато-коричнево-желтоватый.

## Сходные виды
Другие виды родов Leccinum и Tylopilus.